# Michie
Michie és una població dels Estats Units a l'estat de Tennessee. Segons el cens del 2000 tenia 647 habitants.

## Demografia
Segons el cens del 2000, Michie tenia 647 habitants, 275 habitatges, i 201 famílies. La densitat de població era de 45 habitants/km².
Dels 275 habitatges en un 25,1% hi vivien nens de menys de 18 anys, en un 60,4% hi vivien parelles casades, en un 9,5% dones solteres, i en un 26,9% no eren unitats familiars. En el 25,1% dels habitatges hi vivien persones soles el 13,5% de les quals corresponia a persones de 65 anys o més que vivien soles. El nombre mitjà de persones vivint en cada habitatge era de 2,35 i el nombre mitjà de persones que vivien en cada família era de 2,77.
Per edats la població es repartia de la següent manera: un 21,6% tenia menys de 18 anys, un 5,7% entre 18 i 24, un 26,6% entre 25 i 44, un 27,5% de 45 a 60 i un 18,5% 65 anys o més.
L'edat mediana era de 42 anys. Per cada 100 dones de 18 o més anys hi havia 88,5 homes.
La renda mediana per habitatge era de 28.929 $ i la renda mediana per família de 34.688 $. Els homes tenien una renda mediana de 30.119 $ mentre que les dones 20.625 $. La renda per capita de la població era de 13.122 $. Entorn del 9,3% de les famílies i l'11% de la població estaven per davall del llindar de pobresa.

## Poblacions més properes
El següent diagrama mostra les poblacions més properes.